# Центр мистецтв (Мельбурн)
Вікторіанський або Мельбурнський центр мистецтв – комплекс, що включає до свого складу театральну й концертну зали, розташований у районі Мельбурна Саутбенк.
Центр було спроектовано архітектором Сером Роєм Граундсом. Зведення комплексу почалось 1973 року. Комплекс здавався в експлуатацію по етапам: 1982 року було відкрито Хамер Холл, а театральну залу – 1984.

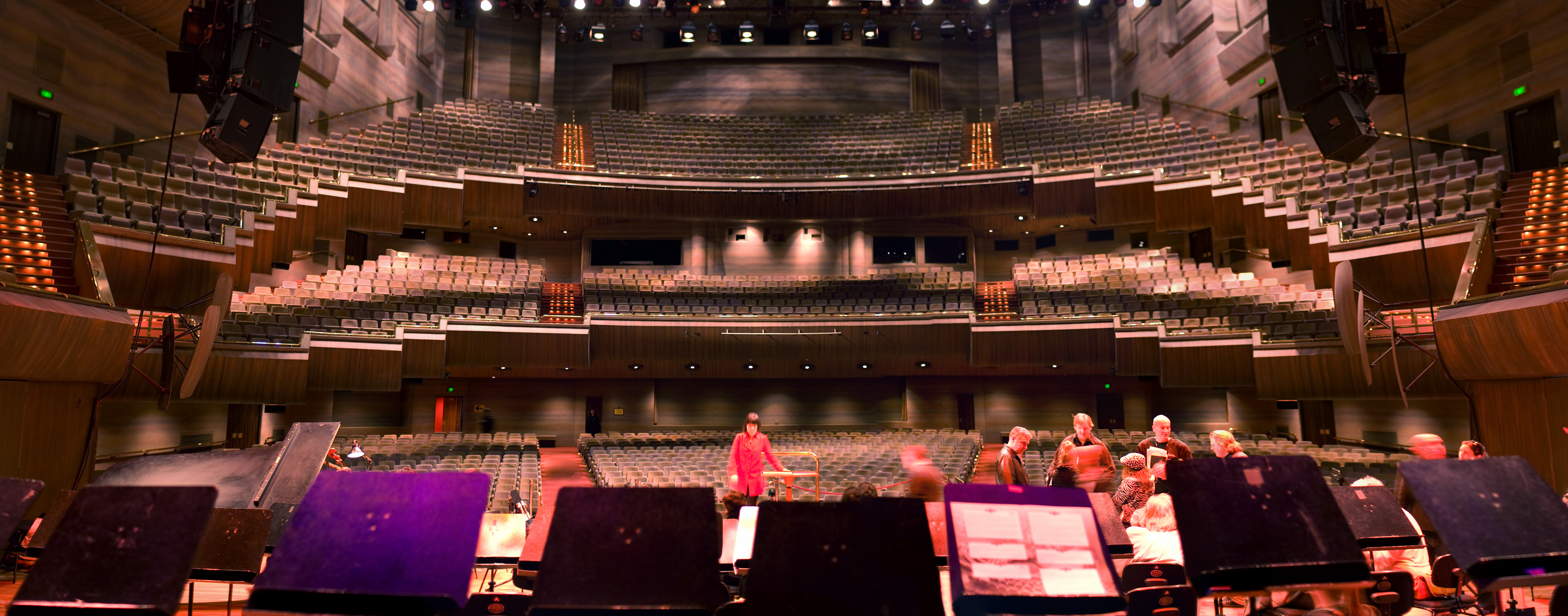
Інтер’єр Хамер Холлу